# 塔の建設と戦争のたとえ

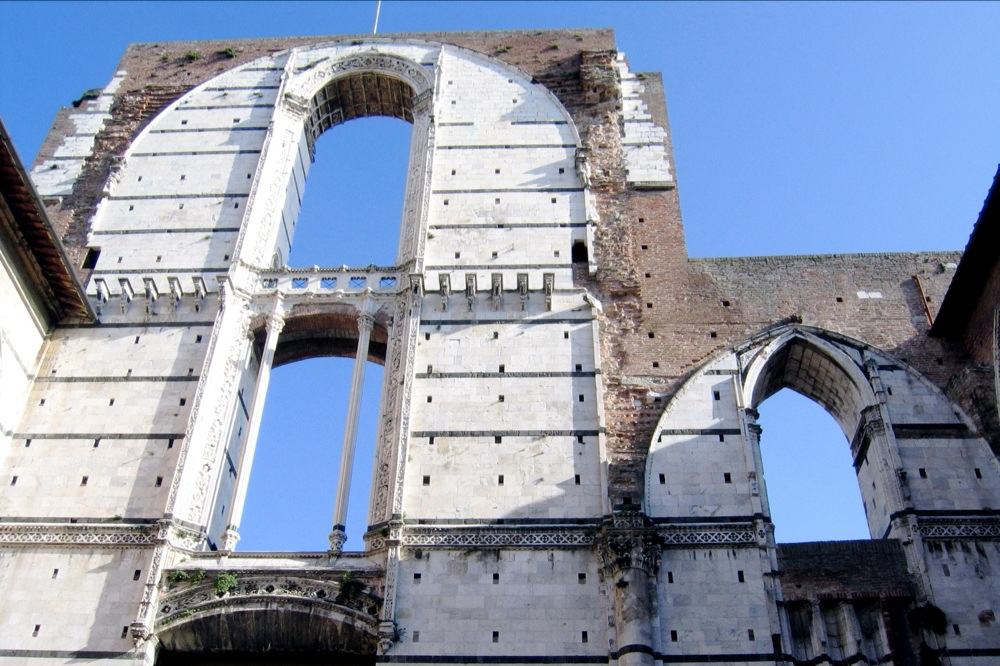
シエナ大聖堂（イタリア）のファサードの拡張は1348年に中止されました。

塔の建設と戦争のたとえ（とうのけんせつとせんそうのたとえ）は、ルカによる福音書14章の中で特別な項目として見られるイエスのたとえ話である。

## 聖書本文
ルカによる福音書（日本聖書協会口語訳）からの引用：
14:26 「だれでも、父、母、妻、子、兄弟、姉妹、さらに自分の命までも捨てて、わたしのもとに来るのでなければ、わたしの弟子となることはできない。

14:27 自分の十字架を負うてわたしについて来るものでなければ、わたしの弟子となることはできない。
14:28 あなたがたのうちで、だれかが邸宅を建てようと思うなら、それを仕上げるのに足りるだけの金を持っているかどうかを見るため、まず、すわってその費用を計算しないだろうか。
14:29 そうしないと、土台をすえただけで完成することができず、見ているみんなの人が、
14:30 『あの人は建てかけたが、仕上げができなかった』と言ってあざ笑うようになろう。
14:31 また、どんな王でも、ほかの王と戦いを交えるために出て行く場合には、まず座して、こちらの一万人をもって、二万人を率いて向かって来る敵に対抗できるかどうか、考えて見ないだろうか。
14:32 もし自分の力にあまれば、敵がまだ遠くにいるうちに、使者を送って、和を求めるであろう。

14:33 それと同じように、あなたがたのうちで、自分の財産をことごとく捨て切るものでなくては、わたしの弟子となることはできない。—ルカによる福音書 14章26–33節

## 解釈
このたとえ話は、弟子としての困難と課題を強調し、同時に、従いたいと思う人々に、そうする準備ができているかどうかを自ら吟味するよう呼びかけている。もし彼らがイエスに従った後、途中で諦めなければならないとしたら、彼ら自身は滑稽に見え、イエスとそのメッセージは信じ難いものとなるであろう。最後の節は、弟子たちも自分たちの地上の財産を放棄する意志を持たなければならないことを強調している。
ジョエル・B・グリーンは、最初のたとえ話で言及されている塔の種類は不明であるが、「神の救済目的への徹底した忠実さ」が「イエスの弟子としてのアイデンティティに表れる」ことが求められているというメッセージであると指摘している。これには、マタイによる福音書第8章18～22節やルカによる福音書第9章57～62節にあるように、家族や財産を二の次にすることが含まれる。
この聖句は、フッター派やブルーダーホフ派(en)などのアナバプテスト派にとって非常に重要であり、彼らはこれを私有財産や所有物を持たずに生きることへの呼びかけと解釈している。彼らにとって、「自分の持つものすべてを捨てる」とは、イエスに仕えるためにすべてを放棄するという指示である。
エリック・フランクリンは、ルカによる福音書（26節）の「憎む」という要件は「セム人の誇張」であると主張し、ジョセフ・ベンソンは、憎しみは「愛の劣った程度を意味するにすぎない」と想定している。
コルネリウス・ア・ラピデは、その注釈書の中で、33節について次のようにコメントしている。「これは後置のたとえ話であり、たとえ話自体の教えを要約している。『福音に忠実な生活を送るためにすべてを放棄することを拒む者は、使徒たちのように私の弟子になることはできません。』また、迫害や必要に迫られてすべてを放棄することを拒み、福音のために財産、家族、さらには命さえ失うことを受け入れない者は、クリスチャン生活を送り始めてから信仰から脱落し、背教するよりも、私のくびきを負わない方がよいだろう。そのような者は、聖書によれば、不信仰の罪に背教の罪を加えることになる。『義の道を知らなかった方が、それを知った後、自分たちに与えられた聖なる戒めから離れるよりはましだった。』( 2ペテロ2:21)」

## たとえ話の背景
このたとえ話は、弟子としての代償についてのイエスの演説の中に埋め込まれている。このたとえ話の直前には、イエスに従うには自分にとって大切なものすべてから根本的に背を向ける覚悟が必要であるというイエスの宣言がある（「すると、大勢の群衆がイエスに従った。そこでイエスは振り向いて彼らに言われた。『だれでもわたしのもとに来ても、父、母、妻、子、兄弟、姉妹、さらに自分自身をも憎まないなら、わたしの弟子となることはできない。』」ルカ14:25-26）。さらに、イエスの弟子はキリストの苦しみを分かち合う意志も持たなければならない（「自分の十字架を背負ってわたしについて来ない者は、わたしの弟子ではあり得ません。」ルカ14:27  ）。このたとえ話の直後、弟子たちは、生命力はあるものの、朽ちやすい塩に例えられている。塩の塩気がなくなったら捨てられる。これは一方では弟子たちの重要性を強調しているが、他方では弟子たちに課せられた高い要求も強調しており、弟子たちがイエスに従うことを途中でやめることは許されないと主張している（ルカ14：34-35）。